# Umberto Pirilli
Umberto Pirilli (ur. 25 września 1940 w Gioia Tauro) – włoski polityk, samorządowiec, poseł do Parlamentu Europejskiego VI kadencji.

## Życiorys
Z wykształcenia prawnik, zajmował się działalnością publicystyczną, był także wykładowcą na Uniwersytecie w Mesynie. Zaangażował się w działalność Włoskiego Ruchu Socjalnego, był zastępcą sekretarza generalnego organizacji młodzieżowej. Zasiadał w radach jednostek administracyjnych różnych szczebli, pełnił funkcję prezydenta prowincji Reggio Calabria. Był regionalnym przewodniczącym Sojuszu Narodowego w Kalabrii.
W 2004 uzyskał mandat posła do Parlamentu Europejskiego. Należał do Grupy Unii na rzecz Europy Narodów, pełnił funkcję wiceprzewodniczącego Komisji Budżetowej (od 2007), pracował także w Komisji Przemysłu, Badań Naukowych i Energii. W PE zasiadał do 2009. Rok później z wsparciem Ludu Wolności kandydował bez powodzenia na urząd burmistrza Gioia Tauro, wszedł jednak w skład rady miejskiej.